# Mendoza Plaza Shopping
Mendoza Shopping es un centro comercial de 180 locales inaugurado en 1992 y ubicado en el departamento de Guaymallén. Se encuentra a una distancia cercana de la Ciudad de Mendoza, capital de la provincia.
Posee 42.238 m² de área bruta locativa y cuenta con un complejo de cines con una superficie de aproximadamente 3.659 m² compuesto por diez salas, un patio de comidas con 21 locales, un centro de entretenimientos y un supermercado que también es locatario. Hasta abril de 2021 contaba con una tienda ancla Falabella presente en ambos pisos del Mall, pero cerró debido a que la compañía decidió cerrar sus operaciones en el país. 
El centro comercial se distribuye en dos niveles y cuenta con estacionamiento gratuito para 1.800 vehículos. El Mall apunta a una clientela de ingresos medios con una edad de entre los 28 y los 40 años.

## Infraestructura y servicios
- 1800 cocheras (800 cubiertas  y 100 descubiertas)
- Supermercado Vea
- Cajeros automáticos Link y sucursal bancaria
- Patio de comidas con 21 ofertas gastronómicas y lugar para 1300 personas
- 10 salas de cine de la cadena Cinépolis